# Centaurea solitaria
Centaurea solitaria — вид квіткових рослин родини айстрових (Asteraceae). Ареал: Іран.

## Екологія
Росте на кам'янистих схилах, уздовж річок, зелених пагорбів і перелогових полів, на висоті 1350–1450 метрів.

## Морфологічний опис
Дворічні рослини, вся рослина зазвичай блідо-зелена, 65–80 см заввишки; комірець із волокнистих черешкових залишків присутній біля основи стебла. Стебло прямовисне, завжди просте, жовтувате, 6–8 мм в діаметрі в основі, циліндричний, з тонкими білими смугами. Листки жорсткі, досить густо вкриті короткими волосисто-членчастими волосками. Прикореневе листя в’яле при розпусканні квітів, черешкове (до 10 см), ліроподібне; кінцевий сегмент значно більший, яйцеподібний або ланцетний, 10–13 × 6–8 см. Нижні стеблові листки прості, іноді зів'ялі при квітці, з черешком 6,5–11,5 см, ромбічні або ромболанцетні, 18–23,5 × ~ 4,3–4,4 см. Серединні стеблові листки сидячі, довгасті, 7,7–14 × 1,5–2,8 см, розпрямлені, до 30 мм уздовж стебла, цілісні, рідко зубчасті, загострені на верхівці. Верхні стеблові листки, послідовно дрібніші, сидячі, лінійні або приквіткові, 2,7–3 × 0,3–0,65 см, густо вкриті шершаво-членчастими і рідко павутинковими волосками, вузькозбіжні, до 8 мм уздовж стебла. Головки поодинокі або по 3–5, зібрані в суцвіття, верхні квітконіжки 3–10 см завдовжки. Обгортки широкояйцеподібні, 35–45 × 32–38 мм. Філярії багаторядні, зверху зелені або червонуваті, складчасті, густо запушені. Квітки лілово-рожеві; центральні квітки двостатеві, 48–50 мм завдовжки, віночок ~ 16–17 мм завдовжки, 5-лопатевий, частки 7,2–8 мм завдовжки, з жовтими жилками. Сім'янки довгасті, 6,3–7,3 мм завдовжки, 3,2–3,8 мм завширшки, гладкі і блискучі, жовтуваті, на вершині заокруглені, голі. Папус стійкий, багаторядний, шершавий, білуватий, довжиною 13–14 мм, щетинки внутрішніх рядів трохи коротші за інші.